# Західництво
За́хідники, за́хідництво — напрямок російської антифеодальної громадської думки 1840-х років, що протистояв слов'янофілам. Первісною організаційною базою західників були Московські літературні салони. Ідейні суперечки в московських салонах зображені Герценим в «Минулому і думах». У московський гурток західників входили Герцен, Грановський, Огарьов, Боткін, Кетчер, Корш, Кавелін та інші. Тісний зв'язок з гуртком мав Бєлінський, що жив у Петербурзі, до західників відносився також Іван Тургенєв.
До загальних рис ідеології західників відносяться неприйняття феодально-кріпосницьких порядків в економіці, політиці й культурі; вимога соціально-економічних реформ за західним зразком. Представники західників вважали можливим встановити демократичний лад мирним шляхом — за допомогою освіти і пропаганди сформувати громадську думку і змусити монархію на демократичні реформи; вони високо оцінювали перетворення Петра I.
Західники виступали за подолання соціальної та економічної відсталості Росії не на базі розвитку самобутніх елементів культури, як пропонували слов'янофіли, а за рахунок досвіду Європи, котра пішла вперед в економічному розвитку. Вони акцентували увагу не на розбіжностях Росії та Заходу, а на загальному в їхній історичній та культурній долі.
У середині 1840-х років в середовищі західників стався принциповий розкол — після диспуту Герцена з Грановським західники розділилося на ліберальне (Анненков, Грановський, Кавелін та інші) і революційно-демократичне крило (Герцен, Огарьов, Бєлінський). Розбіжності стосувалися ставлення до релігії (Грановський і Корш відстоювали догмат про безсмертя душі, демократи і Боткін виступали з позицій атеїзму та матеріалізму) і питання про методи реформ і пореформеного розвитку Росії (демократи висували ідеї революційної боротьби та побудови соціалізму). Ці розбіжності були перенесені і в сферу естетики і філософії.
На філософські пошуки західників зробили вплив: на ранніх етапах — Шиллер, Гегель, Шеллінг; пізніше Фейєрбах, Конт і Сен-Сімон.
У пореформенний час, в умовах капіталістичного розвитку західництво як особливий напрямок у суспільній думці перестав існувати.
Погляди західників отримали розвиток в російській ліберальній думці кінця XIX — початку XX століття.